# محسن سنانی
محسن صدیق اوغلو جعفروف (سنانی) (۱۹ ژوئن ۱۹۰۰، تفلیس - ۱۱ فوریه ۱۹۸۱، باکو) بازیگر تئاتر و سینما اهل کشور جمهوری آذربایجان بود. او در فیلم نبرد در کوهستان بازی کرده بود.